# Epiglotitida
Epiglotitida je zánět epiglottis – příklopky hrtanové. Její otok může způsobit problémy s dýcháním, nebo úplné ucpání průdušnice, kdy je nutné ihned vyhledat lékařskou pomoc. Na epiglotitidu pravděpodobně zemřel americký prezident George Washington. Tento zánět je nejčastěji způsoben bakterií Haemophilus influenzae typu B. Jsou ale známy i případy, kdy se jedná o bakterie Streptococcus pneumoniae, Streptococcus agalactiae, Staphylococcus aureus, Streptococcus pyogenes, Haemophilus influenzae, nebo Moraxella catarrhalis.

## Projevy a symptomy
Zánět postihuje nejčastěji děti, projevuje se horečkou, obtížným polykáním, slintáním, chrapotem a později typickým chrčením, jež způsobuje obstrukce horních cest dýchacích. Dýchání je povrchní, s nepřirozeně natáhnutým krkem. První symptomy jsou nenápadné, ale rychle se vyvíjí a otok může vést až k udušení. V akutním stavu je nutná intubace.

## Diagnóza
Nemoc se diagnostikuje pomocí laryngoskopického vyšetření, v průběhu něhož může při akutní epiglotitidě dojít ke stahu dýchacích cest. Proto se využívá také CT, díky němuž lze podle velikosti příklopky zjistit, zda se jedná o akutní epiglottidu. U některých pacientů se objeví komplikace v podobě zápalu plic, lymfadenopatie nebo septické artritidy.
Po objevení Hib vakcíny Haemophilus influenzae typu B počet postižených výrazně klesl.

## Léčba
- antibiotikum
- tracheální intubace
- chirurgické uvolnění dýchacích cest